# Comuna Helsinge
Helsinge (Helsinge Kommune) a fost o comună din comitatul Frederiksborg Amt, Danemarca, care a existat între anii 1970-2006. Comuna avea o suprafață totală de 145,81 km² și o populație de 19.517 de locuitori (în 2006), iar din 2007 teritoriul său face parte din comuna Gribskov.
1. ↑  Digital Atlas of Denmark's historical-administrative geography[*] Verificați valoarea |titlelink= (ajutor);
2. ↑  danske kommuner, Borgmesterfakta: Helsinge (în daneză), accesat în 4 aprilie 2021